# Katiense
| Era Eratema | Periodo Sistema | Época Serie         | Edad Piso                  | Inicio, en millones de años |
| ----------- | --------------- | ------------------- | -------------------------- | --------------------------- |
| Paleozoico  | Pérmico         | Pérmico             | Pérmico                    | 298,9±0,15                  |
| Paleozoico  | Carbonífero     | Carbonífero         | Carbonífero                | 358,86±0,19                 |
| Paleozoico  | Devónico        | Devónico            | Devónico                   | 419,62±1,36                 |
| Paleozoico  | Silúrico        | Silúrico            | Silúrico                   | 443,1±0,9                   |
| Paleozoico  | Ordovícico      | Superior / Tardío   | Hirnantiense Hirnantiano   | 445,2±0,9                   |
| Paleozoico  | Ordovícico      | Superior / Tardío   | Katiense Katiano           | 452,8±0,7                   |
| Paleozoico  | Ordovícico      | Superior / Tardío   | Sandbiense Sandbiano       | 458,2±0,7                   |
| Paleozoico  | Ordovícico      | Medio               | Darriwiliense Darriwiliano | 469,4±0,9                   |
| Paleozoico  | Ordovícico      | Medio               | Dapingiense Dapingiano     | 471,3±1,0                   |
| Paleozoico  | Ordovícico      | Inferior / Temprano | Floiense Floiano           | 477,1±1,2                   |
| Paleozoico  | Ordovícico      | Inferior / Temprano | Tremadociense Tremadociano | 486,8±1,5                   |
| Paleozoico  | Cámbrico        | Cámbrico            | Cámbrico                   | 538,8±0,6                   |

El Katiense o Katiano es el segundo piso y edad del Ordovícico Superior/Tardío en la escala temporal geológica. Sucede al Sandbiense y precede al Hirnantiense (primer piso del Silúrico). Se inició hace unos 452,8 millones de años y terminó hace unos 445,2 millones de años.
El nombre Katiense fue introducido para el piso y edad por los geólogos Bergström y colaboradores en 2006, procede del lago Katy, hoy desecado, del condado de Atoka (Oklahoma, Estados Unidos).

## Sección estratotipo y punto de límite global (GSSP)
La sección estratotipo y punto de límite global (GSSP) para la base del piso Katiense está situado en la sección Black Knob Ridge, en el condado de Atoka (Oklahoma, Estados Unidos). Se caracteriza por la primera aparición del  graptolito Diplacanthograptus caudatus. El piso y el GSSP fueron aprobados por la Comisión Internacional de Estratigrafía y ratificados posteriormente por la Unión Internacional de Ciencias Geológicas en 2006.
El techo del Katiense se define por el GSSP de la base del Hirnantiense, que se caracteriza por la primera aparición del  graptolito Normalograptus extraordinarius.